# 聖洛倫索 (波多黎各)

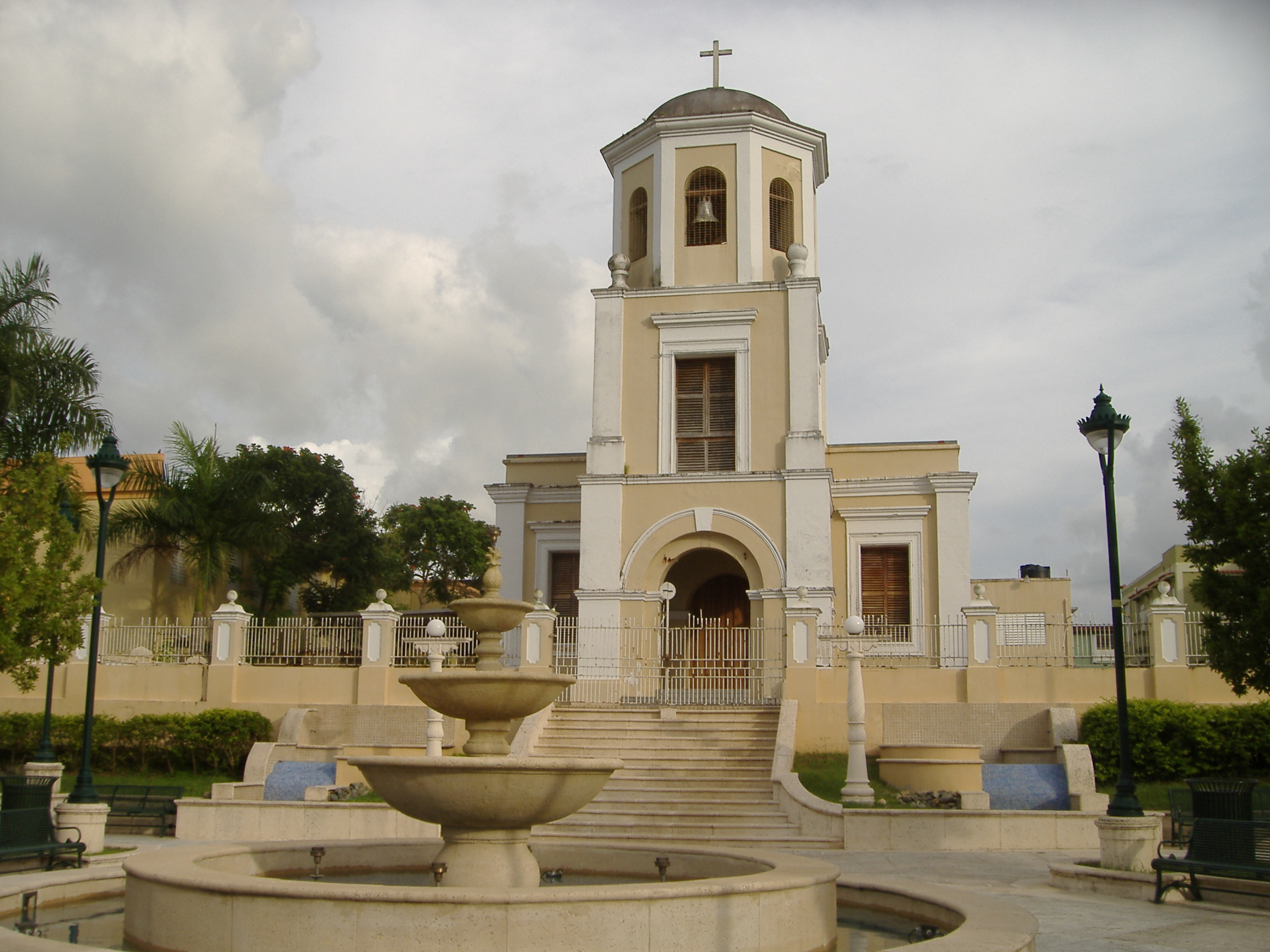

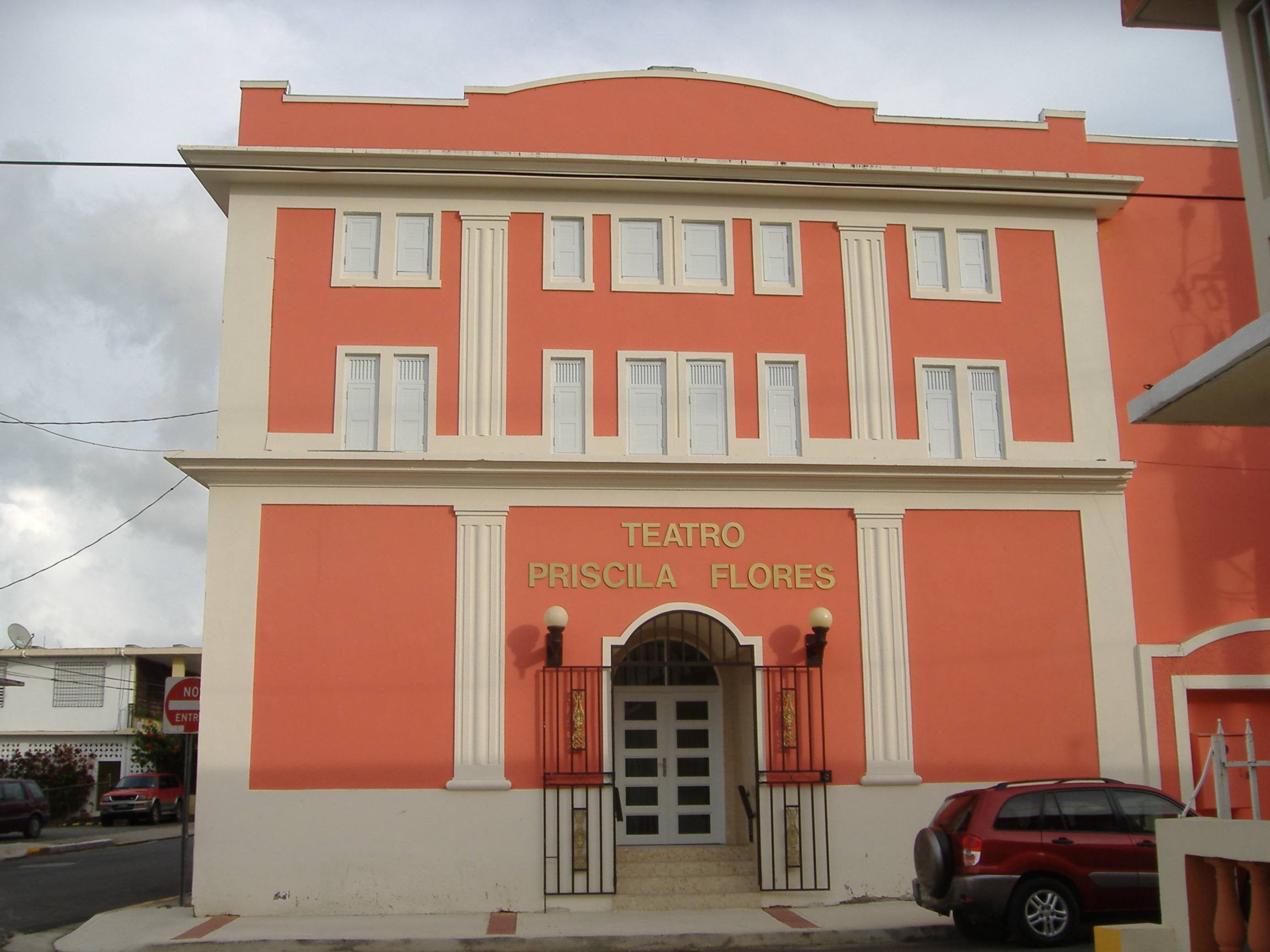

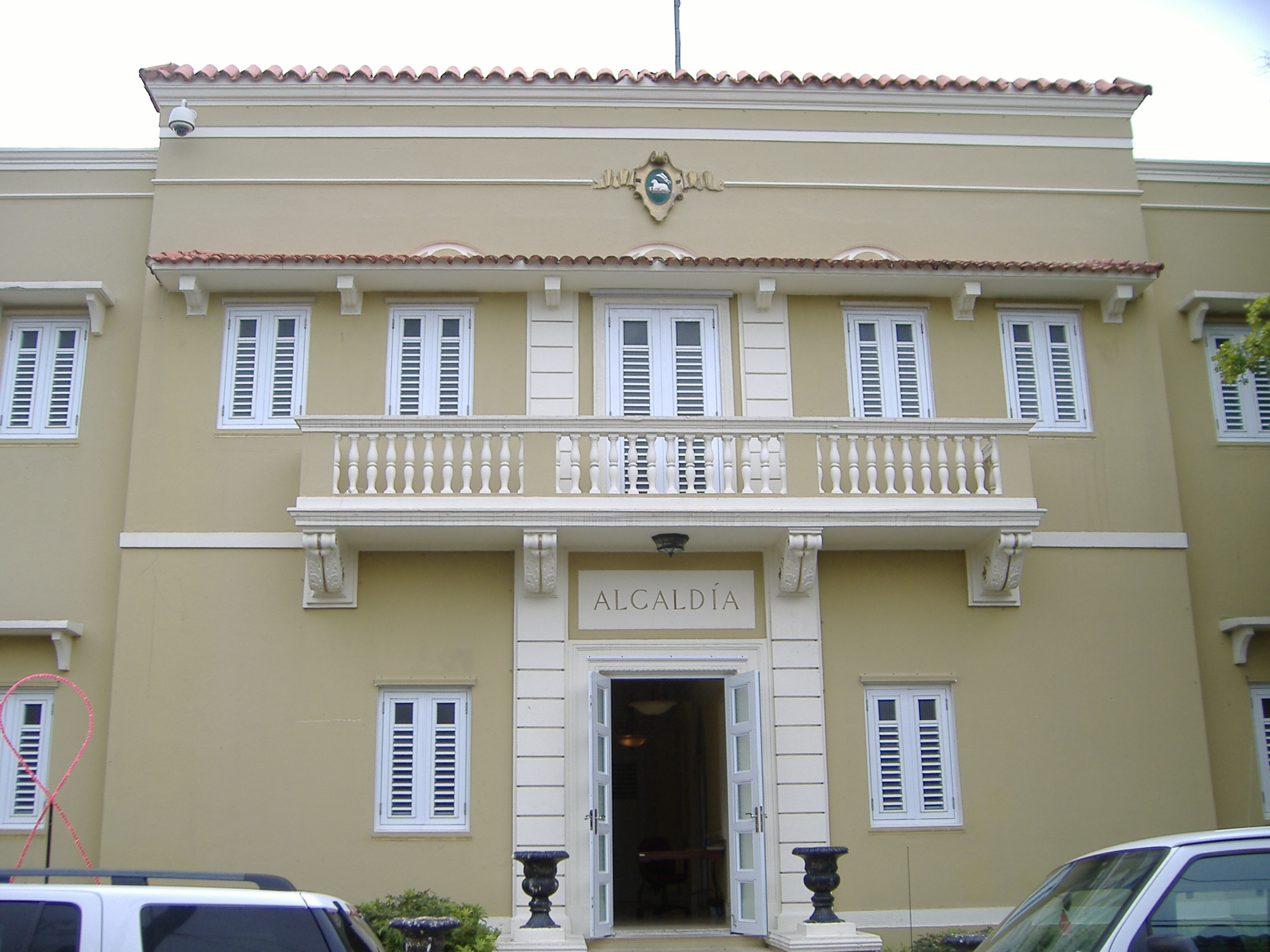

聖洛倫索（西班牙語：San Lorenzo）是波多黎各的城鎮，位於該島東部，始建於1811年，面積138平方公里，海拔高度97米，主要農產品有煙草和甘蔗，2010年人口41,058，人口密度每平方公里300人。

## 外部連結
- San Lorenzo and its barrios, United States Census Bureau